# شفيق رشادي
شفيق رشادي سياسي مغربي، ازداد في 21 أكتوبر 1963 بمراكش، المغرب، بعد حصوله على الإجازة في إدارة الأعمال سنة 1987 وشهادة التدبير الدولي من فنتمبلو وماستر في المالية ومراقبة التسيير من أورليون، توج مسيرته العلمية بدكتوراه في القانون الخاص في موضوع الملكية الصناعية على ضوء الاجتهاد القضائي في القانون المقارن، من برينيون (2004). ·  · .
ترأس شركة صناعية مغربية متخصصة في تركيب شاحنات وحافلات أوروبية وأسيوية منذ 1989. كما نشط في المجال الأكاديمي كأستاذ زائر بجامعة الحسن الأول بسطات.
هو قيادي في حزب التجمع الوطني للأحرار من موقعه كعضو في مكتبه السياسي فمنذ 2002، نائب برلماني لثلاث ولايات متتابعة، حيث عين عضوا في مكتب مجلس النواب حيث أحداث ونشر أول مجلة خاصة بمجلس النواب وحظي بمنصب رئيس الفريق النيابي للتجمع الوطني للأحرار (54 نائباً برلمانياً).
، ثم بعدها نائبا لرئيس مجلس النواب. وعلى غرار نشاطاته التشريعية، قام بدراسات علمية وتقنية لمشاريع قوانين المالية، كما بادر إلى إعداد وتقديم العديد من مقترحات القوانين.
فهو مبادر وميسر، بصفته رئيس مشاريع الشراكة بين مجلس النواب ومنظمات دولية، بما فيها البنك الدولي · ، ومؤسسة وستمنستر للديمقراطية والاتحاد الأوروبي والجمعية الوطنية الفرنسية ومجلس العموم البريطاني. وترتكز هذه الأنشطة أساسا على دعم وبناء قدرات البرلمان بما في ذلك النشاطات التشريعية، ومراقبة الميزانية وتقييم السياسات العمومية والبرلمان الإلكتروني. · 
من خلال ترأسه لمختلف البعثات التي قام بها خارج المغرب، ولعدة وفود من رجال أعمال وبرلمانيين. قدم مداخلات متعددة الاختصاصات باللغات العربية، الفرنسية والإنجليزية، في كل من واشنطن، الأمم المتحدة، أوتاوا، كيبيك، المملكة المتحدة، المملكة العربية السعودية، الجمهورية اللبنانية، مملكة البحرين، المملكة الأردنية الهاشمية، جمهورية مصر العربية، الدول الإسكندنافية، الدول الاسيوية، الدول الأفريقية، فرنسا · ، البرتغال، ألمانيا، بروكسل، رومانيا، الخ. ·  ·  ·  · .
كما اكتسب أيضا ثقة الفاعلين الاقتصاديين لأقاليم سطات، بن سليمان وبرشيد حيث انْتُخِبَ رئيسا لغرفة التجارة والصناعة والخدمات لهذه الأقاليم ونائبا لرئيس جامعة الغرف المغربية للتجارة والصناعة والخدمات للفترة الممتدة من 2003 إلى 2015.
انتُخِبَ أيضا نائباً أولَا لرئيس منظمة العمل العربية، وحظي بشرف التوشيح من طرف هذه المنظمة سنة 2010 كأحد رواد العمل العربي «تقديرا وثناء وعرفانا بالمجهودات التي قام بها في خدمة قضايا العمل والعمال وإسهاماته المتميزة في مسيرة العمل العربي المشترك».
.
وسجل أيضا حضوره على المستوى الوطني كعضو في مجلس المنافسة وفي الوكالة الوطنية لتنمية الاستثمار (AMDI) وأيضا في المكتب المغربي للملكية الصناعية والتجارية (OMPIC).
كما أن له دور رائد على المستوى الاجتماعي باعتباره عضواً في العديد من الجمعيات الخيرية والرياضية والفنية. فهو رئيس جمعية صناعيي برشيد وكاتب عام للتجمع المهني للعربات الثقيلة وهياكل السيـارات. وأيضا من هواة رياضة الجري، حيث شارك في عدة أنشطة على الصعيدين الوطني والدولي. حيث انه شارك في العديد من سباقات الماراثون ونصف الماراثون بالدار البيضاء، مراكش، باريس، لندن، برلين وغيرها...